# Tilapia pra
Tilapia pra är en fiskart som beskrevs av Andreas R. Dunz och Ulrich K. Schliewen 2010. Tilapia pra ingår i släktet Tilapia och familjen Cichlidae. Inga underarter finns listade i Catalogue of Life.